# Turó del Verdeguer
El Turó del Verdeguer és una muntanya de 974 metres que es troba al municipi de Sant Joan de les Abadesses, a la comarca catalana del Ripollès.